# Szórás (fizika)
A szórás fizikai jelensége részecskék egymással vagy egy erőcentrummal való ütközése, kölcsönhatása során létrejövő rendezetlen, de matematikailag általában leírható módon történő irányváltoztatását jelenti. A szórás mennyiségi jellemzésére a hatáskeresztmetszet fogalmát használjuk.

## Rugalmas és rugalmatlan szórás
Ha a kölcsönhatás során a részecskék teljes mozgási energiája és impulzusa megmarad, akkor rugalmas szórásról beszélünk. Ha a mozgási energia megmaradása nem érvényesül, mert annak egy része az energia más formájává alakul, pl. egyes résztvevők gerjesztett állapotba kerülnek úgy, hogy a kezdeti és végállapoti részecskék még megfeleltethetőek egymásnak, akkor rugalmatlan szórás történt. Ha pedig a folyamat során egyes részecskék eltűnnek, vagy újak keletkeznek, akkor az a mélyen rugalmatlan szórás esete.

## Elektromágneses szórás
Általánosságban egy elektromosan töltött részecske szórása elektromágneses erőcentrumon vagy egy másik töltött részecskén a Coulomb-szórás. Ezt kísérletileg Rutherford vizsgálta először alfa-részecskéknek arany-atommagokon való szórásával, amit Rutherford-szórásnak hívunk.
Az elektron rugalmas szórása pozitronon a Bhabha-szórás.

### Fotonszórás
A fény, azaz a foton szórása nemfémes részecskéken (például anyagdarab, porszemcse, vízcsepp) a klasszikus elektrodinamika összefüggéseivel tárgyalható jelenség. Az átlátszó közegen áthaladó fény időben oszcilláló elektromos tere az atomok illetve molekulák, mint szórócentrumok töltéseire hatva polarizálja azokat, és ezek a kicsiny dipólusok elektromágneses sugárzást bocsátanak ki. A foton és a részecskék kölcsönhatása ez esetben egy rugalmas szórás, és egy ugyanolyan frekvenciájú sugárzást figyelünk meg.  
Az így megfigyelhető sugárzás tulajdonságait a részecskéknek a fény hullámhosszához viszonyított mérete határozza meg, hiszen ez befolyásolja, hogy az egyedi szórócentrumokból kiinduló elemi elektromágneses hullámok összeadódása milyen eredménnyel jár. Ennek a viszonynak a jellemzésére bevezetett paraméter a következő:
{\displaystyle x={\frac {2\pi r}{\lambda }}}, ahol {\displaystyle r} a részecskék karakterisztikus mérete (gömb alak feltételezése esetén a sugár), {\displaystyle \lambda } a hullámhossz.
Ha a részecskék mérete jóval nagyobb, mint a hullámhossz, azaz x≫1, akkor geometrikus szórásról beszélünk, a fotonok számára a szórócentrum egy geometrikus test.
A Mie-szórás esetén, amikor a szórócentrumok mérete összemérhető a hullámhosszal, azaz x≃1, akkor a szórásban részt vevő felületekről kiinduló különböző fázisú hullámok interferenciája határozza meg az eredményt, a kölcsönhatás nyomán kialakuló sugárzás jellemzőit.
A Rayleigh-szórás esetén a centrumok mérete jóval kisebb – legfeljebb tizede – a fény hullámhosszánál. A teljesen véletlenszerűen elhelyezkedő elemi dipólusok által kisugárzott elektromágneses hullámok fázisa véletlenszerűen különbözik egymástól, az eredményül kapott sugárzás inkoherens. A szórt fény intenzitása erősen függ a megfigyelés szögétől és a hullámhossztól. A Rayleigh-szórással magyarázható az ég kék színe és a hajnalpír.
Foton szórása szabad vagy gyengén kötött elektronon a Compton-szórás. Ennek nemrelativisztikus határesete – amikor a foton energiája sokkal kisebb, mint az elektron nyugalmi energiája – a Thomson-szórás. A Compton-szórás szabad elektronon rugalmas szórás, kötött elektron esetén viszont rugalmatlan. A fotoeffektus is egy rugalmatlan Compton-szórás. A foton mélyen rugalmatlan szórása (kölcsönhatása) anyaggal az anyagban történő párkeltés.

Az infravörös abszorpció, és a szórások során bekövetkező átmeneteket szemléltető energiaséma

Ha monokromatikus fényt bocsátunk keresztül anyagon, akkor bizonyos esetekben a kezdeti {\displaystyle \nu } frekvencia mellett - kisebb intenzitással - két másik {\displaystyle \nu \pm \nu _{k}} frekvenciájú komponenst is megfigyelhetünk a szórt fényben. Ez a jelenség a rugalmatlan fotonszórás egyik esete, és Raman-szórásnak vagy Raman-effektusnak nevezzük. A fotonok és az anyag részecskéinek kölcsönhatása miatt - a szórás alatt - megváltozik a rendszer vibrációs-rotációs állapota, a megváltozott energiaállapotnak megfelelő energiakülönbséget a foton adja vagy kapja. Ennek megfelelően a szórt foton frekvenciája a közeg egy adott vibrációs, illetve rotációs frekvenciájával lesz kisebb vagy nagyobb, mint a beesőé volt. A nagyobb valószínűséggel bekövetkező frekvenciacsökkenés nyomán figyelhetjük meg a Stokes-Raman vonalakat, a kisebb valószínűségű frekvencianövekedés következtében pedig az anti Stokes-Raman vonalakat. A jelenség különbözik az infravörös spektroszkópiában kihasznált kölcsönhatástól, amikor is az infravörös hullámhosszú foton elnyelése gerjeszti a rendszer vibrációs-rotációs energiaállapotait, és ennek az elnyelődésnek a mértékét figyeljük meg. A Raman-spektroszkópiai eljárásoknál látható hullámhosszú fénnyel világítjuk meg a mintát, és egy másik hullámhosszon, de szintén a láthatóban figyeljük meg a mintáról jövő fényt. A két jelenség lényege közötti különbséget, illetve a Rayleigh-szórást szemlélteti az ábra. A szórások esetén az átmeneteket jelző vonalak vastagsága arányos a folyamat bekövetkezésének valószínűségével.